# Учелачо (Кунео)
Учелачо је насеље у Италији у округу Кунео, региону Пијемонт.
Према процени из 2011. у насељу је живело 166 становника. Насеље се налази на надморској висини од 200 м.